# Тибори-Міштале
Тибори-Міштале (пол. Tybory-Misztale) — село в Польщі, у гміні Високе-Мазовецьке Високомазовецького повіту Підляського воєводства.
Населення — 101 особа (2011).
У 1975-1998 роках село належало до Ломжинського воєводства.

## Демографія
Демографічна структура станом на 31 березня 2011 року:
|          | Загалом | Допрацездатний вік | Працездатний вік | Постпрацездатний вік |
| -------- | ------- | ------------------ | ---------------- | -------------------- |
| Чоловіки | 49      | 12                 | 27               | 10                   |
| Жінки    | 52      | 16                 | 23               | 13                   |
| Разом    | 101     | 28                 | 50               | 23                   |